# Sergei Leonidowitsch Markow

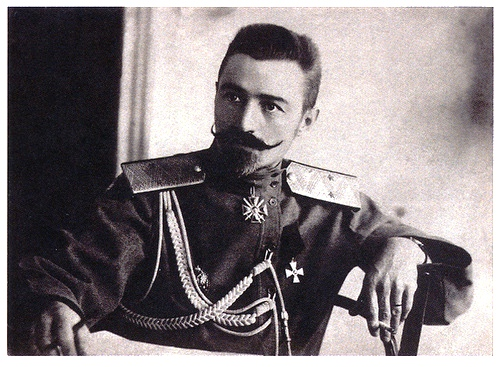
General Markow, um 1918

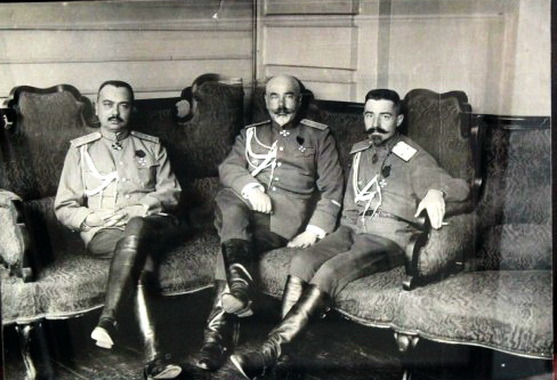
Die Generäle Jusefowitsch, Denikin und Markow im Mai 1917 in Mahiljou (Mogilew)

Sergei Leonidowitsch Markow (russisch Серге́й Леони́дович Ма́рков; wissenschaftliche Transliteration Sergej Leonidovič Markov, * 7. Julijul. / 19. Juli 1878greg. im Gouvernement Sankt Petersburg; † 12. Junijul. / 25. Juni 1918greg. im Metschotinskaja, Kuban-Gebiet) war ein russischer Militär im Rang eines Generalleutnants. Er war einer der Gründer der Freiwilligenarmee, eines Verbandes der Weißen Armee in Südrussland zur Zeit des Russischen Bürgerkriegs.

## Leben

### Herkunft und Familie
Sergei Markow war der Sohn von Oberstleutnant Leonid Wassiljewitch Markow (1839–1887), Kommandeur einer Artillerie-Batterie der Kronstädter Garnison und der Vera Jewgenjewna, Tochter des Moskauer Arztes Jewgeni Morisowitsch Allar (1808–1862).
Sergei Leonidowitsch war seit 1906 verheiratet mit Marina (Marianna) Pawlowna (1884–1972), geborene Prinzessin Putjatina, Tochter des Staatsrates und Archäologen Prinz Pawel Arsenjewitsch Putjatin (1837–1919). Die Familie Markow war durch Verwandtschaft mit den Fürsten von Putjatin befreundet und eng mit der Familie Roerich verbunden. Markows Frau Marianna Pawlowna war die Cousine der russischen Religionsphilosophin Helena Roerich. Sie wurde die Mutter der beiden Kinder Leonid Sergejewitsch (* 6. Januar 1908) und Marianne Sergejewna (* 24. Juni 1909).

### Frühe Karriere
Im Jahr 1904 schloss er seine Ausbildung zum Berufsoffizier an der Kaiserlichen Nikolaus-Militärakademie (Imperatorskaja Nikolajewskaja wojennaja akademija) ab. Er kämpfte im Russisch-Japanischen Krieg und wurde mit dem Orden des Heiligen Wladimir ausgezeichnet.
Ab 1908 unterrichtete er Taktik, Militärgeographie und russische Militärgeschichte an der Pawlowsker Militärschule und der Michailowsker Artillerie-Schule, zusammen mit Oberst Georgi Gisser verfasste er ein Lehrbuch über die Militärgeographie Russlands. Ab 21. Oktober 1911 fungierte er als Vollzeitlehrer an der Sankt Petersburger Kaiserlichen Nikolaus-Militärakademie.

### Im Ersten Weltkrieg
Mit dem Ausbruch des Ersten Weltkrieges wurde er im August 1914 in die aktive Armee versetzt und zum Leiter der Geheimdienstabteilung des Generalquartiermeisters der Südwestfront an der Front in Galizien ernannt. Am 5. Oktober 1914 wurde er bei der Südwestfront Stabschef des Generalquartiermeisters und ab Mitte November Generalstabschef der 19. Infanteriedivision. Diese Division nahm vom 9. bis 11. November an der Belagerung von Przemysl und danach an den Schlachten um den Dukla-Pass teil. Am 20. Dezember 1914 übernahm er unter dem Kommando von Generalmajor Denikin das Amt des Stabschefs der 4. Schützenbrigade (später die 4. "Eiserne" Division") und wurde im Juli 1915 für seine Tapferkeit mit dem Orden des Heiligen Georg 4. Klasse ausgezeichnet. Im Oktober 1915 wurde sein Ansuchen um ein aktives Frontkommando als Regimentskommandeur genehmigt und im Dezember wurde er zum Generalmajor befördert. Auf Drängen des Hauptquartiers des Oberkommandos wurde er aufgrund des Mangels an Generalstabsoffizieren wieder als Stabschef der 4. Division aktiviert. Im April 1916 übergab er das Kommando seines Regiments an Oberst Peter Nepenin. Am 3. Mai 1916 wurde er dann zum Stabschef der 2. kaukasischen Kosaken-Division ernannt, diese Ernennung erforderte seine Versetzung an die kaukasische Front, wo er unter General Nikolai Judenitsch befehligte.
Im Herbst 1916 wurde er überraschend an die Nikolajewsker-Akademie des Generalstabs berufen, um Vorlesungen über allgemeine Taktiken für beschleunigten Offizierskurse abzuhalten. Markow war mit dieser Position unzufrieden und reichte erfolgreich einen Antrag zur Rückkehr zum Frontdienst ein. Am 13. Januar 1917 wurde er Chef der Operationsabteilung der 10. Armee des General der Infanterie Wladimir Gorbatowski. Anfang Februar 1917 befand er sich auf einer Dienstreise nach Petrograd, das er am Vorabend der Februarrevolution wieder verließ. Am 23. März erhielt er Order über Minsk nach Brjansk zu fahren, um die aufständische Garnison dieser Stadt zu beruhigen, bei diesem Aufstand entging er als Offizier nur knapp einen Lynchmord durch die dortigen Soldaten.
Ende März bis April 1917 wurde er zum 2. Generalquartiermeister des Obersten Oberbefehlshabers ernannt, wo er sich erneut mit Denikin traf, der Ende März zum Stabschef des Obersten Oberbefehlshabers ernannt worden war. Am 15. April bekam Markow das Kommando über die 10. Infanteriedivision, doch schon am 25. Mai wurde er in das Hauptquartier zurückversetzt und wieder als 2. Generalquartiermeister beim Oberbefehlshaber eingesetzt.
Im Mai 1917 wurde er zum Generalleutnant befördert und am 10. Juni zum Stellvertretender Stabschef der Westfront und ab 4. August in die gleiche Position bei Südwestfront unter General Denikin versetzt. Er wurde nach der gescheiterten Kerenski-Offensive am 29. August von seinem Posten suspendiert und wegen seiner Unterstützung für General Lawr Kornilow während des Kornilow-Putsches verhaftet. (Kornilowskoje wystuplenije).

### In der Freiwilligenarmee
Nach der Annäherung bolschewistischer Truppen auf Mogilew konnte er am 2. Dezember 1917 aus dem Gefängnis in Bychau entkommen und stellte zusammen mit den Generälen Denikin und Kornilow im Don-Gebiet die Freiwilligenarmee auf. Am 24. Dezember 1917jul. / 6. Januar 1918greg. wurde er zum Kommandeur der Freiwilligenkräfte ernannt und übernahm zunächst das Amt des Stabschefs der 1. Freiwilligen-Division. Die von Markow geführte Division zeichnete sich am 21. Februarjul. / 6. März 1918greg. bei den Kämpfen nahe dem Dorf Leschanka (der erste Sieg der Freiwilligenarmee), am 13. März in der Nähe des Dorfes Beresanskaja, bei der Bahnstation Wjselki am 15. und 16. März, bei der Überquerung des Flusses Laba nahe von Nekrasowskaja am 20. und 21. März, beim Gefecht von Filippowskaja-Staniza am 22. März und während die Überquerung des Belaja-Flusses am 23. März aus. Am 4. April übernahm er das Kommando der 1. Infanterie-Brigade der Freiwilligenarmee, während des Angriffs auf Jekaterinodar befanden sich seine Einheiten bei der Nachhut.
Zu Beginn des Zweiten Kuban-Feldzugs kämpften seine Truppen nahe der Stadt Salsk. Am 12.(25.) Juni 1918 näherte er sich mit seinen Einheiten der Eisenbahnlinie Zarizyn-Torgowaja, wo er in der Nähe der Bahnstation Schabljewka auf starken Widerstand der Roten Armee stieß. Er wurde dabei tödlich verwundet und starb nur wenige Tage später. Die Freiwilligenarmee hat ein Regiment (1-j Ofizerski generala Markowa polk) nach ihm benannt. Markow wurde auf dem Militärfriedhof der Himmelfahrtskathedrale in Nowotscherkassk beigesetzt, die Grabstätte ging verloren.
Die Person Markows liefert den Hintergrund für eine der Figuren für das Theaterstück Weiter … weiter … weiter! von Michail Schatrow.